# Isserteaux
Isserteaux é uma comuna francesa na região administrativa de Auvérnia-Ródano-Alpes, no departamento Puy-de-Dôme. Estende-se por uma área de 17,82 km². Em 2010 a comuna tinha 422 habitantes (densidade: 23,7 hab./km²).